# Međuplanetna prašina
Međuplanetna prašina je svemirska prašina (male čestice koje lebde u svemirskom prostranstvu). Ova tvar iz našeg Sunčevog sustava i inih planetnih sustava. Mase je ispod 10−5 g i polumjera ispod 100 µm. Najvažniji izvor međuplanetne prašine su kometi, asteroidi i ina mala tijela kao komadići koji nastaju pri međusobnom srazu većih komada. Osim toga mogu ispariti komadići većih komada tvari u blizini Sunca. Čestice prašine ne ostaju trajno u Sunčevom sustavu. Vrlo mali komadići prašine su tlakom zračenja Sunčevog svjetla potisnuti prema van, dok se veći komadi sve više približavaju Suncu po Poynting-Robertsonovom efektu i tad ispare ili se fragmentiraju.
U Sunčevom sustavu čestice međuplanetne prašine ne samo da raspršuju Sunčevo svjetlo (pojava zvana zodijačka svjetlost, koju ograničava ekliptička ravnina), nego također proizvode termalnu emisiju, koja je naprominentnije osobina svjetla noćnog neba u domeni od 5 do 50 mikrometara valne duljine (Levasseur-Regourd, A.C. 1996). Zrnca koja karakterizira infracrvena emisija blizu Zemljine putanje uobičajeno su veličine od 10 do 100 mikrometara (Backman, D., 1997).

## Vanjske poveznice
- Asteroidenstaub am Meeresgrund Telepolis (nje.)
- Cosmic Dust: Messengers from Distant Worlds  Arhivirana inačica izvorne stranice od 16. travnja 2016. (Wayback Machine) (engl.)